# ВИСТА
Группа ВИСТА (англ. VISTA — сокращение от Vietnam, Indonesia, South Africa, Turkey, Argentina) — аббревиатура, принятая для пяти стран с быстрорастущими рынками.

Государства группы «ВИСТА» (выделены зелёным, сверху вниз): Турция, Вьетнам, Индонезия, Южная Африка, Аргентина

## Параметры национальных экономик стран группы «ВИСТА»
- Вьетнам — страна с низким уровнем дохода национальной экономики, страна со слабо развитым рынком, страна со средним уровнем образования, страна с авторитарным политическим режимом, страна-член АСЕАН.
- Индонезия — страна с уровнем дохода национальной экономики выше среднего, страна со средним уровнем образования, страна развивающейся демократии, страна-член G20, страна-член АТЭС, страна-член АСЕАН
- ЮАР — страна с уровнем дохода национальной экономики выше среднего, страна развитого рынка, страна со средним уровнем образования, страна развитой демократии, страна-член G20, страна-член БРИКС.
- Турция — страна с уровнем дохода национальной экономики выше среднего, страна развивающегося рынка 2-го уровня, страна со средним уровнем образования, страна с двуполярной политической системой, страна-член ОЭСР, страна-член G20, страна-партнёр ЕС, страна-член ОЭС
- Аргентина — страна с уровнем дохода национальной экономики выше среднего, страна развивающегося рынка 1-го уровня, страна с высоким уровнем образования, страна развивающейся демократии, страна-член G20

## Сравнение региональных политических и экономических блоков
| Торговый союз                           | Численность населения          | ВВП (USD)                      | ВВП (USD)                      | ВВП (USD)                      | ВВП (USD)                      | Участники |
| Торговый союз                           | Численность населения          | 2006                           | 2007                           | рост                           | на душу населения              | Участники |
| Экономические и валютные союзы          | Экономические и валютные союзы | Экономические и валютные союзы | Экономические и валютные союзы | Экономические и валютные союзы | Экономические и валютные союзы | Экономические и валютные союзы |
| --------------------------------------- | ------------------------------ | ------------------------------ | ------------------------------ | ------------------------------ | ------------------------------ | --- |
| ЭКОЦАС                                  | 39,278,645                     | 51,265,460,685                 | 58,519,380,755                 | 14.15 %                        | 1,490                          | 6 - Камерун - ЦАР - Чад - Республика Конго - Габон |
| Еврозона                                | 324,879,195                    | 10,685,946,928,310             | 12,225,304,229,686             | 14.41 %                        | 37,630                         | 16 - Австрия - Бельгия - Кипр - Финляндия - Франция - Германия - Греция - Ирландия - Италия - Люксембург - Мальта - Нидерланды - Португалия - Словакия - Словения - Испания                                   |
| OECS/ОВКГ                               | 593,905                        | 3,752,679,562                  | 3,998,281,731                  | 6.54 %                         | 6,732                          | 6 - Антигуа и Барбуда - Доминика - Гренада - Сент-Китс и Невис - Сент-Люсия - Сент-Винсент и Гренадины |
| Зона Французского тихоокеанского франка | 504,476                        | 12,264,278,329                 | 14,165,953,200                 | 15.51 %                        | 28,081                         | 3 - Французская Полинезия - Новая Каледония - Уоллис и Футуна |
| ЭКОВАС                                  | 90,299,945                     | 50,395,629,494                 | 58,453,871,283                 | 15.99 %                        | 647                            | 8 - Бенин - Буркина-Фасо - Кот-д’Ивуар - Гвинея-Бисау - Мали - Нигер - Сенегал - Того |
| Общие рынки                             |                                |                                |                                |                                |                                | |
| CACM/ЦОР                                | 37,388,063                     | 87,209,524,889                 | 97,718,800,794                 | 12.05 %                        | 2,614                          | 5 - Коста-Рика - Сальвадор - Гватемала - Гондурас - Никарагуа |
| Андское сообщество                      | 96,924,486                     | 281,269,141,372                | 334,172,968,648                | 18.81 %                        | 3,448                          | 4 - Боливия - Колумбия - Эквадор - Перу |
| CARICOM/КАРСО                           | 6,418,417                      | 39,616,485,623                 | 43,967,600,765                 | 10.98 %                        | 6,850                          | 12 - 6 OECS members - Барбадос - Белиз - Гайана - Ямайка - Суринам - Тринидад и Тобаго |
| ЕЭЗ                                     | 499,620,521                    | 14,924,076,504,592             | 17,186,876,431,709             | 15.16 %                        | 34,400                         | 30 - 27 EU members - Исландия - Лихтенштейн - Норвегия |
| Таможенные союзы                        |                                |                                |                                |                                |                                | |
| ВАС                                     | 127,107,838                    | 49,882,030,443                 | 61,345,180,041                 | 22.98 %                        | 483                            | 5 - Бурунди - Кения - Руанда - Танзания - Уганда |
| ЕврАзЭC                                 | 207,033,990                    | 1,125,634,333,117              | 1,465,256,182,498              | 30.17 %                        | 7,077                          | 6 - Беларусь - Казахстан - Кыргызстан - Россия - Таджикистан - Узбекистан |
| Европейский таможенный союз             | 574,602,745                    | 15,331,827,900,202             | 17,679,376,474,719             | 15.31 %                        | 30,768                         | 33 - 30 EEA members - Андорра - Сан-Марино - Турция |
| ССАГПЗ                                  | 36,154,528                     | 724,460,151,595                | 802,641,302,477                | 10.79 %                        | 22,200                         | 6 - Бахрейн - Кувейт - Оман - Катар - Саудовская Аравия - ОАЭ |
| МЕРКОСУР                                | 55,681,675                     | 277,544,834,196                | 305,692,671,540                | 10.14 %                        | 5,490                          | 5 - Аргентина - Бразилия - Парагвай - Уругвай - Венесуэла |
| ЮАТС                                    | 268,445,656                    | 1,499,811,549,187              | 1,848,337,158,281              | 23.24 %                        | 6,885                          | 5 - Ботсвана - Лесото - Намибия - ЮАР - Эсватини |
| Зоны свободной торговли                 |                                |                                |                                |                                |                                | |
| Зона свободной торговли «АСЕАН+5»       | 2,085,858,841                  | 10,216,029,899,764             | 11,323,947,181,804             | 10.84 %                        | 5,429                          | 15 - 10 ASEAN members - Австралия - Китай - ( Гонконг) - ( Макао) - Япония - Новая Зеландия - Республика Корея                                                                                                |
| ЛАИ                                     | 499,807,662                    | 2,823,198,095,131              | 3,292,088,771,480              | 16.61 %                        | 6,587                          | 12 - 4 CAN members - 5 MERCOSUL members - Чили - Куба - Мексика |
| ЗСТ АС                                  | 553,915,405                    | 643,541,709,413                | 739,927,625,273                | 14.98 %                        | 1,336                          | 26 - 5 EAC members - 5 SACU members - Ангола - Коморы - ДР Конго - Джибути - Египет - Эритрея - Эфиопия - Ливия - Мадагаскар - Малави - Маврикий - Мозамбик - Сейшельские Острова - Судан - Замбия - Зимбабве |
| ЦЕАСТ                                   | 27,968,711                     | 110,263,802,023                | 135,404,501,031                | 22.80 %                        | 4,841                          | 8 - Албания - Босния и Герцеговина - Хорватия - Северная Македония - Молдова - Черногория - Сербия |
| СНГ                                     | 272,897,834                    | 1,271,909,586,018              | 1,661,429,920,721              | 30.62 %                        | 6,088                          | 11 - 6 EAEC members - Армения - Азербайджан - Грузия - Украина - Молдова |
| ЭКОВАС                                  | 283,096,250                    | 215,999,071,943                | 255,784,634,128                | 18.42 %                        | 904                            | 15 - 8 UEMOA members - Кабо-Верде - Гамбия - Гана - Гвинея - Либерия - Нигерия - Сьерра-Леоне |
| ЕАСТ-ЮАТС                               | 68,199,991                     | 1,021,509,931,918              | 1,139,385,636,888              | 11.54 %                        | 16,707                         | 9 - 4 EFTA members - 5 SACU members |
| НАФТА                                   | 449,227,672                    | 15,337,094,304,218             | 16,189,097,801,318             | 5.56 %                         | 36,038                         | 3 - Канада - Мексика - США - ( Пуэрто-Рико) |
| АТЭС                                    | 25,639,622                     | 401,810,366,865                | 468,101,167,294                | 16.50 %                        | 18,257                         | 4 - Бруней - Чили - Новая Зеландия - Сингапур |
| СААРК                                   | 1,567,187,373                  | 1,162,684,650,544              | 1,428,392,756,312              | 22.85 %                        | 911                            | 8 - Афганистан - Бангладеш - Бутан - Индия - Мальдивы - Непал - Пакистан - Шри-Ланка |
| SPARTECA/ЮТС РТЭС                       | 35,079,659                     | 918,557,785,031                | 1,102,745,750,172              | 20.05 %                        | 31,435                         | 21 - 3 OII members - 12 PICTA members - Австралия - Маршалловы Острова - Новая Зеландия - Палау - Восточный Тимор - Токелау                                                                                   |